# Richard Van Leemputten
Richard Albert Van Leemputten (Werchter, 23 juli 1916 - Zottegem, 28 juli 1993) was een Belgisch volksvertegenwoordiger.

## Levensloop
Geboren in een Brabants arbeidersgezin, doorliep Van Leemputten de humaniora aan het Sint-Jozefscollege in Aarschot. Hij promoveerde in 1943 tot doctor in de geneeskunde aan de Katholieke Universiteit Leuven en vestigde zich als arts in Goor (Heist-op-den-Berg). In zijn studententijd werd hij lid van de Leuvense studentenafdeling van het Vlaamsch Nationaal Verbond (VNV) en werd afdelingsleider in Werchter. Ook in Goor werd hij actief binnen het VNV. Dit deed hem in de collaboratie verzeilen en hij werd na de Tweede Wereldoorlog tot vijftien maanden gevangenis veroordeeld, een straf die hij volledig uitzat in Leuven, nadat hij weigerde een genadeverzoek in te dienen.
Vanaf 1946 bouwde hij een praktijk als arts uit in Velzeke. In 1949 verwief hij opnieuw de burgerrechten en zette zich opnieuw in voor het Vlaams-nationalisme. In 1954 stond hij tweede op de Kamerlijst van de Christelijke Vlaamse Volksunie in het arrondissement Aalst, zonder succes. 
Hij was in 1954 een van de zeven stichters van de Volksunie. Voor de partij zetelde hij van 1961 tot 1977 als verkozene voor het arrondissement Aalst in de Kamer van volksvertegenwoordigers. In de periode december 1971-april 1977 had hij als gevolg van het toen bestaande dubbelmandaat ook zitting in de Cultuurraad voor de Nederlandse Cultuurgemeenschap, die op 7 december 1971 werd geïnstalleerd en de verre voorloper is van het Vlaams Parlement. Als parlementslid hield hij zich vooral bezig met landbouw en volksgezondheid en was hij een van de eersten die standpunten innam in verband met milieubescherming.
In de lokale politiek zetelde hij van 1958 tot aan de fusie van 1970 in de gemeenteraad van zijn woonplaats Velzeke-Ruddershove, als verkozene voor zijn eigen lijst Volksbelangen. Hij behaalde bij de verkiezingen van 1964 slechts twee zetels, maar ging een coalitie aan met de socialisten en werd de laatste burgemeester van 1965 tot 1970. In de fusiegemeente Zottegem werd hij bij de verkiezingen in oktober 1970 verkozen als lijsttrekker voor de Volksunie. Deze partij haalde 12,30% en twee verkozenen maar verzeilde in de oppositie. Hij bleef nog gemeenteraadslid van Zottegem tot in 1976. 
Vanuit zijn partij zetelde hij ook als voorzitter van het Oost-Vlaams Centrum voor Dienstbetoon en Naschoolse Vorming, een vereniging die het sociaal dienstbetoon van de Volksunie verzorgde. Binnen de partij verdedigde hij steeds het traditionele Vlaams-nationalisme.
Van Leemputten woonde in de Korte Munte, het straatje aan de Sint-Martinuskerk van Velzeke.